# مارستون، چشر
مارستون (به انگلیسی: Marston) یک روستا و محله مدنی در بریتانیا است که در چشر غربی و چستر واقع شده‌است. مارستون ۳٫۴۱ کیلومتر مربع مساحت و ۵۳۸ نفر جمعیت دارد.